# Jimmy Murphy
James Patrick "Jimmy" Murphy (Pentre, 1910. augusztus 8. – Manchester, 1989. november 14.) walesi labdarúgó, edző.
Játékos pályafutása során több mint kétszáz alkalommal lépett pályára a West Bromwich Albion csapatában, és tizenötször szerepelt a walesi válogatottban. Az 1946-tól 1970-ig tartó időszakban a Manchester United történetének egyik legbefolyásosabb személyisége volt. Dolgozott a klubnál menedzser asszisztensként, játékosmegfigyelőként és az utánpótláscsapat edzőjeként valamint ügyintézőként is, 1958-ban pedig ő ült le a csapat kispadjára Matt Busby helyére a müncheni légikatasztrófa után. Érdekesség, hogy a belgrádi mérkőzésre nem tartott a csapattal ugyanis  1958. február 6-án, tehát a tragédia napján a walesi válogatott szövetségi kapitányaként Izrael ellen irányította és juttatta ki csapatát az 1958-as világbajnokságra.

## Pályafutása

### Játékosként
Jimmy Murphy szülővárosában, az amatőr Ton Pentre Boysban kezdett futballozni, majd ifjúsági játékosként megfordult még a Treorchy Thursday FC, a Treorchy Juniors és a Mid-Rhondda Boys csapataiban is, amúgy iskolai évei alatt templomi orgonán játszott. 1924-ben pályára lépett a walesi iskolai válogatottban az angolok ellen Cardiffban. 1928 februárjában, 17 évesen profinak állt és csatlakozott a West Bromwich Albionhoz.
A felnőttek között 1930. március 5-én egy Blackpool elleni 1-0-s vereség alkalmával mutatkozott be, és abban az idényben még egy bajnokin kapott lehetőséget. Az 1930-31-es szezonban a West Brom megnyerte az FA-kupát és feljutott a másodosztályban, de Murphy ezúttal is csak két bajnokin játszhatott. Rendszeresen a következő bajnokságtól játszhatott, és közben a West Bromwich visszajutott az élvonalba. Alapembere lett csapatának, az 1934-35-ös, 4-2-re elveszített FA-kupa döntőben is pályára lépett a Sheffield Wednesday ellen.
1939-ben a Swindon Townhoz igazolt, de a második világháború kettétörte karrierjét. A walesi válogatottban tizenöt alkalommal lépett pályára.

### Edzőként
A világháború alatt együtt szolgált Matt Busbyvel, és egy alkalommal olyan lelkes beszédet tartott katonatársainak a futballról, hogy Busby, mikor kinevezték a Manchester United élére maga mellé vette Murphyt. Amolyan menedzser asszisztensként működött, de ő volt az utánpótlás együttes menedzsere 1955-ben, mikor megnyerték az FA Youth Cupot. Játékosmegfigyelőként is dolgozott, ő fedezte fel majd edzette először a "Busby Babes" néven emlegetett csapat tagjait, többek közt Bobby Charltont és Duncan Edwardsot.
A müncheni légikatasztrófa után ideiglenesen ő vette át a csapat vezetését, amíg Busby fel nem épült, és az FA-kupa döntőjébe vezette a Unitedet, ott azonban alulmaradtak a Boltonnal szemben. A katasztrófa idején nem tartott a csapattal, ugyanis a walesi válogatott szövetségi kapitányaként világbajnoki selejtezőn vett részt. Csapatával győzött az Izrael elleni mérkőzésen, az 1958-as világbajnokságon (ami a mai napig az ország egyetlen világbajnoki szereplése) a csoportból való továbbjutás után a későbbi győztes Brazília állt az útjukba, a mérkőzés egyetlen gólját az akkor 17 éves Pelé szerezte.
A torna után megkereste a Juventus és az Arsenal is, azonban Murphy nemet mondott és egészen 1971-ig a United alkalmazásában maradt, annak ellenére, hogy sohasem irányította az első csapatot, igaz jobban szeretett a háttérben dolgozni mint a rivaldafényben. Később is segédkezett fiatal játékosok felkutatásában, 1973-ban ő vette rá Tommy Dochertyt, hogy szerződtesse Steve Coppellt és Gordon Hillt.
Jimmy Murphy 1989. november 14-én, 79 éves korában hunyt el. Tiszteletére a Manchester United vezetői megalapították a Jimmy Murphy Young Player of the Year Award-ot, amit minden évben a legtehetségesebb utánpótlás játékos kap meg. 2009. március 23-án emléktáblát avattak tiszteletére szülőházánál.
A 2000-ben készült, George Best életét bemutató Best című filmben Philip Madoc, a 2011-ben forgatott, az 1958-as tragédiát feldolgozó United című filmben David Tennant  személyesíti meg alakját.

## Statisztika
| Klub                 | Szezon           | League        | League | FA-kupa       | FA-kupa | Összesen      | Összesen |
| Klub                 | Szezon           | Pályára lépés | Gólok  | Pályára lépés | Gólok   | Pályára lépés | Gólok    |
| -------------------- | ---------------- | ------------- | ------ | ------------- | ------- | ------------- | -------- |
| West Bromwich Albion | 1929–30          | 2             | 0      | 0             | 0       | 2             | 0        |
| West Bromwich Albion | 1930–31          | 2             | 0      | 0             | 0       | 2             | 0        |
| West Bromwich Albion | 1931–32          | 27            | 0      | 1             | 0       | 28            | 0        |
| West Bromwich Albion | 1932–33          | 34            | 0      | 2             | 0       | 36            | 0        |
| West Bromwich Albion | 1933–34          | 35            | 0      | 2             | 0       | 37            | 0        |
| West Bromwich Albion | 1934–35          | 41            | 0      | 7             | 0       | 48            | 0        |
| West Bromwich Albion | 1935–36          | 16            | 0      | 0             | 0       | 16            | 0        |
| West Bromwich Albion | 1936–37          | 21            | 0      | 5             | 0       | 26            | 0        |
| West Bromwich Albion | 1937–38          | 23            | 0      | 2             | 0       | 25            | 0        |
| West Bromwich Albion | 1938–39          | 3             | 0      | 0             | 0       | 3             | 0        |
| West Bromwich Albion | Összesen         | 204           | 0      | 19            | 0       | 223           | 0        |
| Swindon Town         | 1939–40          | 4             | 0      | 0             | 0       | 4             | 0        |
| Karrier összesen     | Karrier összesen | 208           | 0      | 19            | 0       | 227           | 0        |

### A Manchester Unitednél betöltött pozíciói
- Menedzser (ideiglenesen) (1958) – öt hónapig irányította az együttest a  müncheni légikatasztrófa után
- Menedzser asszisztens (1955–1971)
- Vezetőedző (1946–1955)
- A tartalékcsapat menedzsere (1946–1964)
- Játékosmegfigyelő (1946–1969 és 1973–1977)
- A játékosmegfigyelő hálózat vezetője (1971–1973)
- Játékosmegfigyelő részmunkaidőben (1977–1989)

## Magánélete
Murphy házas volt. Feleségével, Winnie-vel 1934-ben házasodott össze, majd született hat gyermekük: Patricia (1936), John (1939), Philip (1941), Jimmy Jr. (1942), Nicholas (1948) és Anne (1949).